# 越北联区
越北联区（越南语：／），是越南民主共和国初期的区级政区之一，首府宣光市社，今属越南北部山区各省。

## 地理
越北联区包括越南北部山区，最多时涵盖山区17个省份。

## 历史
1947年，为了应对第一次印度支那战争形势，越南民主共和国政府改革地方政权组织，将隶属于内政部的各地行政机构行政委员会和隶属于国防部的各地军事机构抗战委员会合并为抗战兼行政委员会。1948年1月25日，越南政府再将各战区合并为联区，战区抗战委员会改组为联区抗战兼行政委员会。越北山区分别隶属于第一联区和第十联区管辖。
1949年11月4日，越南政府将第一联区和第十联区合并为越北联区，设立越北联区抗战行政委员会，下辖高平省、北𣴓省、太原省、北宁省、福安省、谅山省、北江省、海宁省、广安省、鸿基特区、老街省、河江省、安沛省、宣光省、永安省、山罗省、莱州省、富寿省和和平省位于沱江北岸的枚陀县等17省1特区1县。
1949年11月7日，第三联区建安省水源县和海阳省荆门县、南策县划归广安省管辖。
1950年2月12日，永安省和福安省合并为永福省。
1950年3月4日，廣安省水源縣復歸第三聯區建安省管轄。
1950年8月9日，和平省枚陀县划归第三联区和平省管辖。
1953年1月28日，越南民主共和国政府为了应对解放西北各省的新形势，以老街省、安沛省、山罗省和莱州省4省成立西北区，首府山罗市社。
1953年2月，因戰事需要，第三聯區建安省水源縣再次劃歸廣安省管轄。
1955年2月22日，越南政府以鸿基特区和广安省设立鸿广区，由中央政府直辖。
1955年5月13日，西北區老街省（丰收县除外）和安沛省（申渊县和文振县除外）復歸越北联区管轄。
1956年7月1日，越南政府撤銷越北聯區，以高平省、北𣴓省、谅山省、宣光省（安平县除外）、太原省（普安县、富平县除外）和北江省右陇县设立越北自治区。永福省、北江省、海寧省、北寧省、富壽省5省划归中央政府直辖，老街省、河江省、安沛省3省作為少數民族省份，另設老河安區。

## 行政区划
1956年6月，越北聯區下辖高平省、北𣴓省、太原省、北宁省、永福省、谅山省、北江省、海宁省、宣光省、富寿省、老街省、河江省、安沛省13省。